# Stazione di Berlino Amburgo
La stazione di Berlino Amburgo (in tedesco Berlin Hamburger Bahnhof) è una ex stazione ferroviaria di Berlino, attualmente trasformata in museo. Si trova nel quartiere di Moabit.
È oggi l'unica conservata delle vecchie stazioni di testa berlinesi. È allo stesso tempo una delle stazioni ferroviarie più antiche della Germania.

## Storia
La stazione fu costruita nel 1846-47, per volere del direttore delle ferrovie Georg Ernst Friedrich Neuhaus, come capolinea della ferrovia Berlino-Amburgo.
Fu chiusa all'esercizio passeggeri già nel 1884, sostituita dall'adiacente Lehrter Bahnhof.
Nel 1906 fu inaugurato al suo interno un museo ferroviario.
Durante la seconda guerra mondiale l'edificio fu fortemente danneggiato. Nel dopoguerra l'area, situata nella parte occidentale di Berlino, ma di proprietà dell'amministrazione ferroviaria orientale (Deutsche Reichsbahn), fu chiusa al pubblico.
Solo nel 1984, con la vendita delle aree ferroviarie all'amministrazione di Berlino Ovest, fu possibile restaurare la ex stazione e riaprire il museo ferroviario.

## Museo del presente
Nel 1987 il Senato di Berlino Ovest decise di collocare all'interno dell'edificio un museo per l'arte contemporanea. Allo stesso tempo la Stiftung Preußischer Kulturbesitz ("Fondazione per l'eredità culturale prussiana") offrì la propria collaborazione per sovrintendere ai lavori.
Nel 1989 il Senato bandì un concorso per i lavori di sistemazione dell'edificio, concorso vinto dall'architetto Josef Paul Kleihues. Nel 1996 il nuovo museo, battezzato Museum für Gegenwart, fu così inaugurato.
Il museo, oltre a raccogliere opere di arte contemporanea, ospita anche il Joseph-Beuys-Medien-Archiv. L'installazione di luci al neon posta sulla facciata è stata realizzata da Dan Flavin.

### Collezione
La collezione allestita all'interno del museo comprende la collezione di Erich Marx e lavori di Anselm Kiefer, Joseph Beuys, Andy Warhol e Roy Lichtenstein, oltre ad altri innumerevoli artisti contemporanei. Oltre ad opere pittoriche, sono conservati presso il museo film, disegni, video e installazioni multimediali.
Della collezione fanno parte anche numerose opere donate dalla Neue Nationalgalerie e dal 2004 ospita anche l'importante collezione Flick.